# Säva
Säva is een plaats in de gemeente Enköping in het landschap Uppland en de provincie Uppsala län in Zweden. De plaats heeft 50 inwoners (2005) en een oppervlakte van 10 hectare.